# 덴표
덴표(일본어: 天平)는 일본의 연호 중 하나이다. 나라 시대 (헤이조쿄 시대) 중 전성기로 도다이지, 도쇼다이지 등이 건설되어 덴표 문화라는 독자적인 문화를 형성하였다.
- 전후 : 진키(神亀) 이후 - 덴표칸포(天平感宝) 이전.
- 시기 : 729년~748년
- 천황 : 쇼무 천황

## 개원
- 진키 6년 8월 5일(율리우스력 729년 9월 2일), "天王貴平知百年"(천황귀평지백년)을 껍데기에 새긴 상서로운 거북이를 헌상 받아 개원하여
- 덴표 21년 4월 14일(율리우스력 749년 5월 4일) 덴표칸포로 개원된다.

## 덴표 시기에 일어난 일
- 12년
  - 후지와라노 히로쓰구가 반란을 일으켰다.
- 14년
  - 큐슈 치쿠젠의 행정 기관 다자이후(大宰府)가 폐지되었다.
- 15년
  - 5월 27일 : 황무지 개간을 촉진시키기 위하여 개간지의 사유 재산화를 영구 인정토록 하는 곤덴에이넨시자이 법(墾田永年私財法 간영영년사재법[*])을 시행하기 시작했다.
  - 10월 15일 : 대불(大仏 다이부쓰[*]) 건립의 조서 내려짐.

## 서력과의 대조표
| 덴표        | 원년       | 2년        | 3년        | 4년        | 5년        | 6년        | 7년        | 8년        | 9년        | 10년       |
| ----------- | ---------- | ---------- | ---------- | ---------- | ---------- | ---------- | ---------- | ---------- | ---------- | ---------- |
| 서기 (西紀) | 729년      | 730년      | 731년      | 732년      | 733년      | 734년      | 735년      | 736년      | 737년      | 738년      |
| 간지 (干支) | 기사(己巳) | 경오(庚午) | 신미(辛未) | 임신(壬申) | 계유(癸酉) | 갑술(甲戌) | 을해(乙亥) | 병자(丙子) | 정축(丁丑) | 무인(戊寅) |
| 덴표        | 11년       | 12년       | 13년       | 14년       | 15년       | 16년       | 17년       | 18년       | 19년       | 20년       |
| 서기 (西紀) | 739년      | 740년      | 741년      | 742년      | 743년      | 744년      | 745년      | 746년      | 747년      | 748년      |
| 간지 (干支) | 기묘(己卯) | 경진(庚辰) | 신사(辛巳) | 임오(壬午) | 계미(癸未) | 갑신(甲申) | 을유(乙酉) | 병술(丙戌) | 정해(丁亥) | 무자(戊子) |
| 덴표        | 21년       |            |            |            |            |            |            |            |            |            |
| 서기 (西紀) | 749년      |            |            |            |            |            |            |            |            |            |
| 간지 (干支) | 기축(己丑) |            |            |            |            |            |            |            |            |            |

## 같이 보기
- 일본의 연호 일람

| 이전 진키 | 일본의 연호 729년 ~ 748년 | 다음 덴표칸포 |